# Лазурный (Челябинская область)
Лазу́рный — посёлок в Красноармейском районе Челябинской области. Административный центр Лазурненского сельского поселения.

## География
Посёлок расположен на юго-западном берегу озера Сугояк. Расстояние до районного центра села Миасского 19 км. Рельеф — Западно-Сибирская равнина; у южной окраины посёлка увал высотой 219 м. Ландшафт — лесостепь.

## История
Посёлок основан в 1930-х гг. при центральной усадьбе молочно-животноводческого совхоза отдела рабочего снабжения Челябинского тракторного завода. Сюда прибывали немцы-спецпоселенцы. В 1937—1938 годах на территории посёлка размещалось отделение совхоза «Большебаландинский», с 1953 года — центральная усадьба совхоза «Харинский», затем центральная усадьба совхоза «Сосновский» (образован под названием «Челябинский» в 1940 году на базе челябинской колонии НКВД СССР, с 1942 года — подсобное хозяйство Челябинского завода ферросплавов, с 1950 года — молочный совхоз).
В 1956 году построен клуб, первый директор клуба А. А. Рынг организовал большой хор (в 1965 году ему присвоено звание «Народный коллектив»), духовой оркестр (в 1978 году). В 1971 году создана киностудия «Лазурь-фильм», позднее — радиостанция (рук. О. Н. Обогрелов), 2 танцевальных коллектива (А. А. Мещанинец, О. Ф. Шебелист), радиокружок (Ф. Юсупов), вокально-инструментальный ансамбль, кружки рукоделия и драматический. В 1961 году совхоз «Сосновский» переименован в «Лазурный», в 1972 году — в совхоз имени 50-летия СССР. С 1993 года в посёлке располагается подсобное хозяйство Челябинского металлургического комбината.
На 2024 год, в посёлке Лазурный имеются детский сад, школа-интернат, детская музыкальная школа, дом культуры, образованный на базе клуба, участковая больница. Возле школы установлена стела в память о земляках, погибших на фронтах Великой Отечественной войны.

## Население
| 2002 | 2010  |
| ---- | ----- |
| 1807 | ↘1759 |

Население посёлка по итогам переписи (в 1970 — 225 человек, в 1983 — 2152 человека, в 1995 — 2002 человека, в 2002 — 1807 человек, в 2010 — 1759 человек). В 2022 году были подведены итоги Всероссийской переписи населения, которая показала, что в поселении фактически проживает 4853 человека, из них 2700 живут в Лазурном. Проживают русские, башкиры.

## Улицы
Уличная сеть посёлка состоит из 33 улиц и 3 переулков